# Aricoris
Aricoris es un género de mariposas de la familia Riodinidae.

## Taxonomía y sistemática

### Descripción
La especie tipo es Aricoris tisiphone (Westwood, 1851), según designación posterior realizada por Scudder en 1875.

### Diversidad y clasificación
Un análisis cladístico basado en características morfológicas apoya el carácter monofilético del género, y lo coloca como clado hermano del género Ariconias.
Según su circunscripción actual, se reconocen 22 especies en el género, todas ellas tienen distribución neotropical, y han sido separadas tentativamente en cinco grupos de especies.
El grupo basal es denominado "constantius", y está conformado por dos especies con patrones alares atípicos dentro del género:
- A. constantius
- A. terias

Grupo "colchis":
- A. middletoni
- A. gauchoana
- A. colchis

Grupo "chilensis":
- A. chilensis
- A. notialis
- A. cinericia

Grupo "aurinia":
- A. domina
- A. montana
- A. aurinia
- A. incana

El grupo "epulus" incluye a la especie tipo del género Audre, sin embargo este nombre es considerado un sinónimo de Aricoris según su circunscripción actual:
- A. epulus
- A. propitia
- A. signata
- A. hubrichi
- A. indistincta
- A. campestris
- A. caracensis
- A. erostratus

Además se reconocen dos especies aún no asignadas a ninguno de los grupos anteriores:
- A. arenarum
- A. zachaeus

## Biología

### Plantas hospederas
Las especies del género Aricoris se alimentan de plantas de las familias Asclepiadaceae,Fabaceae, Chrysobalanaceae, Turneraceae y  Clusiaceae. Las plantas hospederas reportadas incluyen los géneros Turnera, Vismia.

### Mirmecofilia
Varias especies tienen una asociación estrecha con hormigas. En esas especies se ha comprobado que las larvas de la mariposa son parcialmente protegidas y alimentadas por hormigas de los géneros Camponotus, Ectatomma y Solenopsis y en al menos dos especies se ha observado un ciclo de vida sin consumo directo de plantas.